# بيل مارتيل
بيل مارتيل (بالإنجليزية: Bill Martel)‏ هو مصارع محترف أمريكي، ولد في 4 أكتوبر 1986 في ترينتون في الولايات المتحدة.

## روابط خارجية
- بيل مارتيل على موقع CageMatch worker (الإنجليزية)
- بيل مارتيل على موقع قاعدة بيانات المصارعة على الإنترنت (الإنجليزية)